# Germán Rojas
Germán Rojas (Bogotá, 7 de marzo de 1949) es un actor colombiano que ha participado en varias producciones tanto teatrales como televisivas en su país natal. Ha sido reconocido por actuar en diversas telenovelas como Yo amo a Paquita Gallego, Pasión de gavilanes y Te voy a enseñar a querer.

## Carrera
Inició su carrera en el teatro, pero se fue destacando más por su incursión en la televisión, con papeles menores. Se hizo más conocido por su participación en Yo amo a Paquita Gallego, donde interpretó a Ramón Noriega. También participó en la telenovela La Venganza para RTI-Telemundo, donde interpretó a Leonardo, y donde pudo llegar al público internacional. Uno de sus papeles más recordados es el de Bernardo Elizondo en la exitosa telenovela Pasión de Gavilanes. Posteriormente ha seguido actuando en televisión y teatro en Colombia, pero también ha tenido incursión en esporádicos papeles internacionales.

## Filmografía

### Televisión
- Romina poderosa (2023) — Carloncho[3]
- El final del paraíso (2019) — Martín Acevedo
- El corazón del océano (2014)
- La ruta blanca (2012) — Clemente
- Flor salvaje (2011) — Gobernador
- Pandilla, guerra y paz II (2009) — Enrique Beltrán
- La traición (2008) — Lucas de Obregón
- Aquí no hay quién viva (2008) — Rector del colegio de Juan Preciado
- El Zorro: la espada y la rosa (2007) — Jonás
- Por amor a Gloria (2005-2006) — General Tito Gómez
- Te voy a enseñar a querer (2004) — Alcalde Vicente Santos Coronado
- Pasión de gavilanes (2003) — Bernardo Elizondo
- La venganza (2002) — Leonardo Michelotto
- Amantes del desierto (2001)
- Yo amo a Paquita Gallego (1998) — Ramón Noriega
- Solo Amor (1995)
- Si nos dejan (1995) — Alberto
- Las aguas mansas (1994) — Camilo Montero
- Señora Isabel (1993) — Juan Camilo Loaiza
- Crónicas de una generación trágica (1992) — Antonio Morales
- Enigmas en las cenizas (1992)
- Sombra de tu sombra (1991) — Reinaldo
- Corín Tellado (1991)
- Señora bonita (1991)
- Daniela (1989)
- Hojas al Viento (1988)
- Las muertes ajenas (1987)
- Camila (1987) — Emiliano Camargo (Protagonista)[4]
- La intrusa (1986)
- Extorsión (1986)
- Los cuervos (1985-1986) — Alfonso Benares
- Atanasio Girardot (1984)

### Teatro
- Musidramas
- Suspenso 7:30
- Deseos
- Mi barrio
- Que no le pase a usted
- Archivo secreto
- Corazones de fuego
- Historias de hombres, solo para mujeres
- Así es la vida